# Albert van Ouwater
Albert van Ouwater (Névváltozat: Aelbert van Ouwater; Oudewater) (Gouda közelében, 1410/1415 körül — Haarlem, 1475 körül) németalföldi festő, Jan van Eyck kortársa. A haarlemi iskola megalapítója. Mai ismereteink szerint egyetlen műve maradt fenn, Lázár feltámasztása 1445-ből, a Gemäldegalerie (Berlin) őrzi.

## Életpályája
Számos vallási képet festett. Haarlemben a nagytemplomnak festette az úgynevezett Római oltárt, azért nevezték így, mert Van Ouwater a Rómába induló utazók és zarándokok megbízásából készítette. Karel van Mander leírásából és egy bambergi mester 1490 körül festett képéről ismerjük (Bamberg, Képtár), mert nem maradt fenn. A triptichon középső része Szent Pétert és Szent Pált ábrázolta életnagyságban, az oltár alsó részén a tájban a zarándokok láthatók, ki elmenőben, ki éppen megérkezett, vannak, akik éppen esznek vagy pihennek. Van Ouwater erőssége volt a figurális ábrázolás, Van Mander szerint a tájábrázolás is.
Lázár feltámasztása című alkotása is a nagytemplomnak készült, a jelenetet egy templombelsőbe helyezte a festő, Lázár mezitelelen alakja voltaképpen egy akt-kép. Az egyik oldalra az apostolokat, a másik oldalra a zsidókat festette a szerző, csinosan megfestett női alakok és több személy is szerepel a képen, a rácson kívülről bámészkodók portréit is megörökítette. A kép mutatja Van Ouwater kiváló kompozícióteremtő képességét, bár a nagy jelenet alakjainak, drapériáinak gótikus töredezettsége  nincs összhangban a román architektúrájú háttérrel. Haarlem ostroma után II. Fülöp spanyol király gyűjteményébe került. Wilhelm von Bode porosz művészettörténésznek sikerült Albert van Ouwater hiteles művét azonosítani, ma Berlinben van.